# USTA Tennis Classic of Troy
Lo USTA Tennis Classic of Troy è un torneo professionistico di tennis giocato su campi in cemento. Fa parte dell'ITF Women's Circuit. Si gioca annualmente a Troy (Alabama) negli Stati Uniti.

## Albo d'oro

### Singolare
| Anno | Campionessa      | Finalista         | Punteggio     |
| ---- | ---------------- | ----------------- | ------------- |
| 2011 | Romina Oprandi   | Varvara Lepchenko | 6–1, 6–2      |
| 2012 | Stéphanie Dubois | Sharon Fichman    | 3–6, 6–4, 6–3 |

### Doppio
| Anno | Campionesse                      | Finaliste                            | Punteggio     |
| ---- | -------------------------------- | ------------------------------------ | ------------- |
| 2011 | Elena Bovina Valerija Savinych   | Varvara Lepchenko Mashona Washington | 7–6(8–6), 6–3 |
| 2012 | Angelina Gabueva Arina Rodionova | Sharon Fichman Marie-Ève Pelletier   | 6–4, 6–4      |